# Església parroquial de la Nativitat de Maria
L'Església parroquial de la Nativitat de Maria és una obra barroca de Montoliu de Lleida (Segrià) protegida com a Bé Cultural d'Interès Local.

## Descripció
Església predominantment neoclàssica de composició molt senzilla i ubicació aïllada tot creant la seva pròpia plaça. El campanar és insòlit per la seva forma cilíndrica i l'acabament en un sobre-copulí cònic; segurament és d'època posterior a l'edifici, doncs talla el frontó de l'edifici.